# Sông Túy Loan
Sông Túy Loan, còn có tên gọi khác là sông Thủy Loan, là một phụ lưu của sông Cầu Đỏ (hay sông Cẩm Lệ), chảy hoàn toàn trong địa phận huyện Hòa Vang, thành phố Đà Nẵng.

## Đặc điểm
Sông Túy Loan dài khoảng 30 km (tính tới nguồn của chi lưu chính), bắt nguồn từ vùng núi Bà Nà ở phía tây Hòa Vang. Sông chảy theo hướng Tây-Đông, đến nơi giáp ranh giữa xã Hòa Tiến (huyện Hòa Vang), xã Hòa Phong (huyện Hòa Vang) và phường Hòa Thọ Tây (quận Cẩm Lệ)  thì hợp lưu với sông Yên tạo thành sông Cầu Đỏ (hay sông Cẩm Lệ).
Sông Túy Loan có hai chi lưu lớn là sông Lỗ Đông ở hữu ngạn từ phía tây nam Hòa Vang chảy tới và một sông nhỏ bên tả ngạn. Cả hai chi lưu này nhập vào sông Túy Loan tại xã Hòa Phú. Sông Lỗ Đông có một chi nhỏ là sông Đồng Nghệ.
Diện tích lưu vực sông Túy Loan là 160 km², lưu lượng dòng chảy là 6,47 m³/s.